# 방파제 (2003년 영화)
《방파제》(Babae Sa Breakwater, Woman Of Breakwater)는 필리핀에서 제작된 Mario O'Hara 감독의 2003년 영화이다. 크리스토퍼 킹 등이 주연으로 출연하였다.

## 출연
- 크리스토퍼 킹